# Битва під Кесе-дагом
Битва під Кесе-дагом — битва, що відбулась 26 червня(або 1 липня) 1243 року, в ущелині гори Кесе-даг у Вірменії (нині на території Туреччини), між військами монгольського полководця Байджу-нойона та конійського султана Гійас ад-Діна Кей-Хосрова II під час монгольського завоювання Анатолії.

## Передісторія
Перші монгольські набіги на територію Конійського султанату належать до 1231–1232 років, коли окремі загони армії Чормагана доходили до Сіваса та Малатьї. 1236 року монголи зажадали від султана Кей-Кубада I регулярних посольств із даниною; султан зміг укласти з ханом Угедеєм мирну угоду, й на деякий час забезпечити безпеку своїй країні.
На початку 1240-их за нового султана Кей-Хосрова II держава, послаблена внутрішніми суперечками (особливо повстанням Баба Ісхака), зазнала масштабного монгольського вторгнення. Наприкінці 1242 року командувач Байджу після двомісячної облоги узяв місто Ерзерум. Довідавшись про падіння Ерзерума, султан терміново почав збирати війська. Підкріплення відрядили васали та союзники Кей-Хосрова — правитель Халеба й трапезундський імператор; до нього приєднались абхазький князь Дардін Шервашидзе та вірменський царевич Ван; окрім того, в султанській армії було близько 2000 найманців-«франків» під командуванням Іоанна з Кіпру та Боніфація з Генуї, а також тисячний допоміжний найманий загін із Нікейської імперії.
Про чисельність військ Кей-Хосрова джерела наводять різні дані: 400 тисяч (грузинські літописи), «200 тисяч, всі на конях» (Рубрук), 160 тисяч (Магакія). Найближчою до реальності, імовірно, є цифра, яку наводить Ібн Бібі — 70 тисяч воїнів.
Чисельність монгольської армії, що виступила навесні 1243 року назустріч противнику, оцінюється як удвічі менша (30—40 тисяч) .

## Битва
Наприкінці червня дві армії зустрілись в ущелині поблизу Кесе-дага («Лисої гори»), неподалік від містечка Чман-Катук, за 60 км на північний схід від Сіваса та на захід від Ерзінджана. У битві, що тривала весь день, монголи застосували тактику фальшивого відступу, засипавши потім противника стрілами.
За свідченням літописця Магакії, значних збитків правому крилу сельджуцької армії завдали вірменські та грузинські дружини. Султан Кей-Хосров, «остерігаючись емірів, які бажали підкоритись татарам»,, утік з поля бою, його воїни також почали тікати; монголи «переслідуючи їх, жорстоко перебили військо. Потім почали грабувати загиблих». Вони захопили в султанському таборі безліч наметів зі значною кількістю провізії, а також особистий прапор Кей-Хосрова із зображенням лева .

## Наслідки
Розвиваючи успіх, монгольська армія продовжила наступ. Жителі Кайсері були винищені, оскільки відмовились здатись, саме місто було зруйновано; Ерзінджан монголи взяли хитрощами; Сівас і Тюріке здались добровільно. Спроби Кей-Хосрова укласти союз проти монголів з латинським імператором Балдуїном II та нікейським Іоанном III успіху не мали. Султану довелось відрядити до монголів свого візира, який переконав Байджу, що подальше завоювання країни буде важким, оскільки там безліч воїнів і фортець. За умовами мирної угоди Кей-Хосров мав щороку надсилати до Каракорума близько 12 мільйонів гіперперонів чи місцевих срібних монет, 500 кусків шовку, 500 верблюдів і 5000 баранів. Султан залишався правителем тієї частини держави, яку не було завойовано. Це за рік підтвердив своїм ярликом Бату, глава Улусу Джучі, чиїм васалом по суті й став Кей-Хосров.
Поразка під Кесе-дагом стала переломним моментом в історії Конійського султанату, після якої процеси занепаду в державі Сельджукідів помітно прискорились. Центральна влада втрачала свій авторитет, що одразу виразилось у появі самозванця, який проголосив себе сином покійного султана Ала ад-Діна Кей-Кубада I. Із 20 тисячами своїх прибічників самозванець вирушив до Кілікії, проте був розбитий Костянтином, братом царя Хетума I, схоплений та повішений в Алайї.
Іншим наслідком монгольського наступу став розлад сільського господарства; поля були закинуті, а в країні настав голод. Натовпи біженців линули до західних кордонів султанату.
Політична криза поглибилась після смерті Кей-Хосрова II наприкінці 1245 року. Три його малолітніх сина, проголошені співправителями, стали, фактично, маріонетками в руках різних придворних угруповань. Монголи, діючи в дусі політики «Розділяй та пануй», уміло використовували боротьбу цих угруповань для посилення своєї влади в регіоні. До кінця XIII століття ці обставини призвели до повного розвалу Конійського султанату.